# Хутикальпа
Хутикальпа (исп. Juticalpa) — город и муниципалитет в центральной части Гондураса, административный центр департамента Оланчо.

## Географическое положение
Расположен на западе центральной части департамента, в долине реки Гуаяпе, примерно в 30 милях к юго-западу от города Катакамас. Абсолютная высота — 410 метров над уровнем моря.
Климат города значительно теплее, чем в Тегусигальпе, что объясняется небольшой высотой над уровнем моря и соответствующим географическим положением. Экономика Хутикальпы основана на сельском хозяйстве и торговле, чему способствует наличие плодородных земель близ города. Несмотря на эти факторы, в Хутикальпе высок уровень безработицы.

## Население
По данным на 2013 год численность населения составляет 49 466 человек.
Динамика численности населения города по годам:
| 1974   | 1988   | 2001   | 2013   |
| ------ | ------ | ------ | ------ |
| 10 075 | 19 622 | 30 030 | 49 466 |